# Forts Schillig

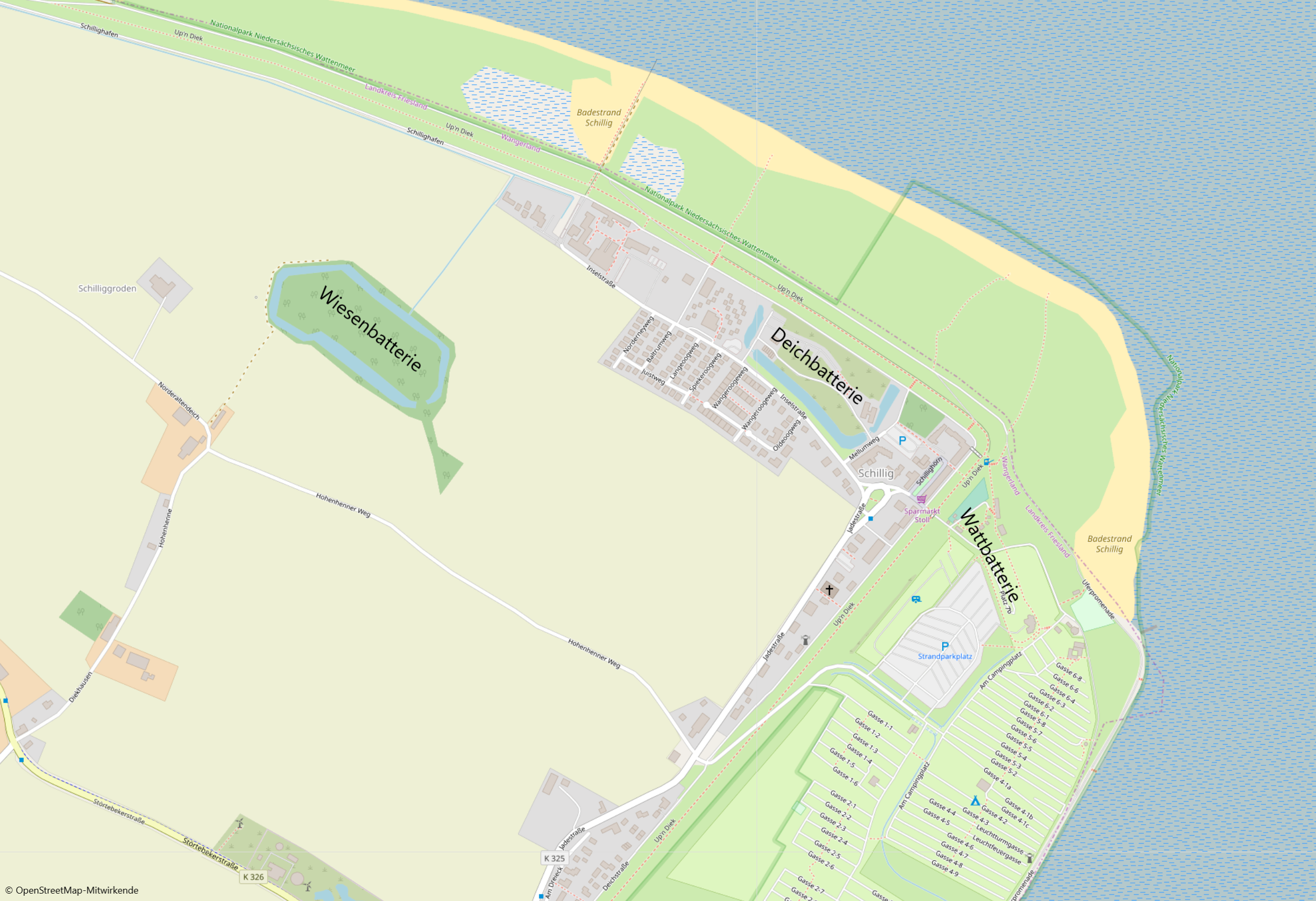
Lage der ehemaligen Küstenforts

Der kleine Küstenort Schillig war mit den Forts Schillig Standort von drei Forts mit schweren Batterien, die Bestandteil des Festungsplans Wilhelmshaven waren und dem Schutz des preußischen Kriegshafens dienten. Die Küstenforts sind nur noch in Teilen erhalten.

## Geschichte
Schillig war Standort von drei der vier schweren Batterien, die die Kaiserliche Marine zur Verteidigung der Küste aufstellte. Es gab eine weiter landeinwärts in Richtung Minsen gelegene Deichbatterie und eine Wiesenbatterie sowie eine Wattbatterie. Die vierte Batterie war die Sielbatterie, sie lag bei Horumersiel. Die Artilleriestellungen der drei Forts sollten die Einfahrt in die Jade schützen.

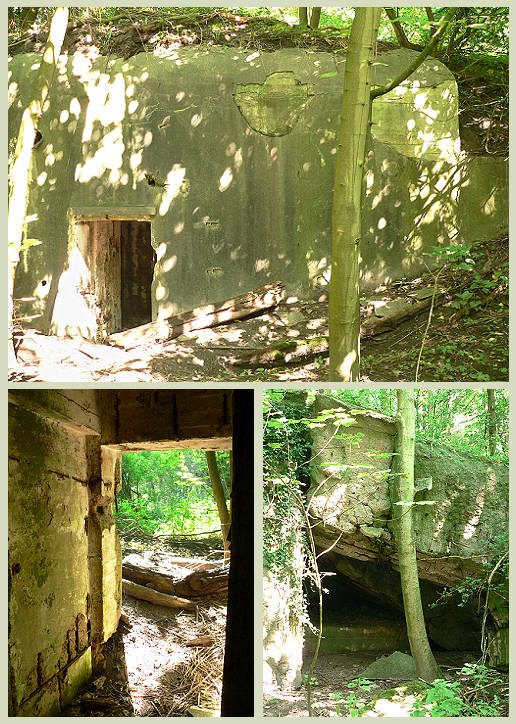
Bunker der Wiesenbatterie

Die Geschütze der Batterie waren einzeln aufgestellt und befanden sich in Kasematten Es gab außerdem Kasernengebäude, die jedoch nur barackenähnlich ausgebaut waren. Nach dem Ersten Weltkrieg mussten die Geschütze entfernt und die Anlage demilitarisiert werden. Die Kasematten wurden teilweise zurückgebaut. Im Jahr 1924 richtete die Reichsmarine in Schillig eine Flakartillerieschule ein. Ab 1935 wurden die Anlagen wieder im Rahmen der deutschen Wiederaufrüstung wiederhergestellt. Zu diesem Zeitpunkt wurden auch die Wattbatterie und die Sielbatterie hinzugefügt. Während des Zweiten Weltkriegs befanden sich hier auf dem Gelände der ehemaligen Wattbatterie schwere Flakgeschütze. Einige der Geschütze kamen während des Zweiten Weltkrieges zum Einsatz, als sie zur Bekämpfung von Landzielen landeinwärts gerichtet wurden. Die Anlagen waren selbst nie Ziel alliierter Angriffe, wurden jedoch nach dem Krieg gesprengt.

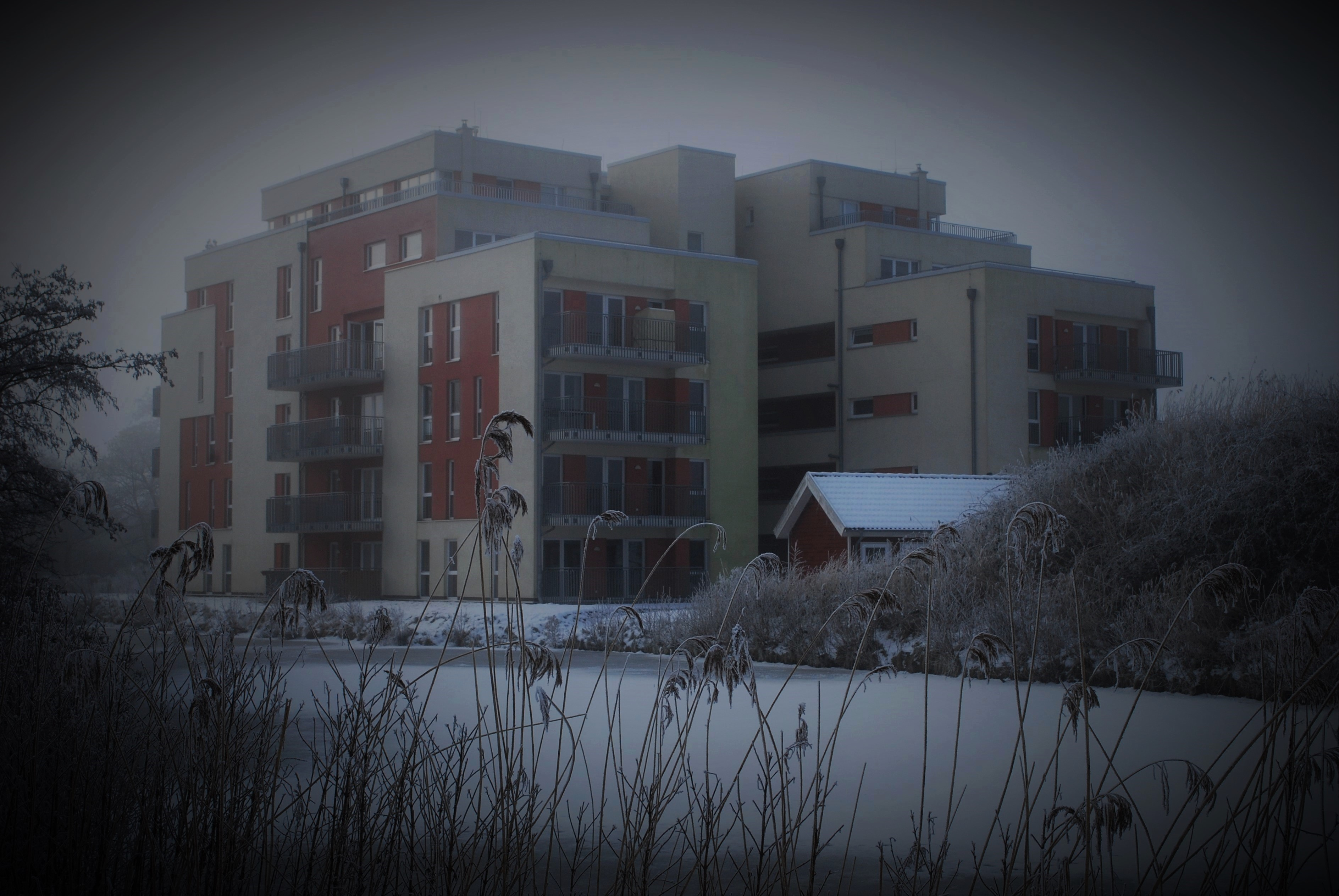
Eines der Wohngebäude im östlichen Bereich der Deichbatterie, im Vordergrund ist der noch erhaltene Wassergraben des Forts zu sehen.

### Deichbatterie
Die Deichbatterie (Lage) hatte Ausmaße von 100 × 500 Metern und war mit Bunkern und einem Wassergraben ausgestattet. Der Name bezieht sich auf die geographische Lage direkt am Deich. Auf dem Gelände der Deichbatterie wurden in den späten 2010er-Jahren Apartmenthäuser errichtet. Ruinen der ehemaligen Militärischen Anlagen verblieben jedoch.

### Wiesenbatterie
Die Wiesenbatterie (Lage) hatte ebenso wie die Deichbatterie Ausmaße von 100 × 500 Metern und war ebenfalls mit Bunkern und einem Wassergraben ausgestattet. Auch ihr Name bezieht sich auf die geographische Lage. Die Anlage ist heute bewaldet. Ein breiter Ringgraben umgibt noch immer die Anlage. Obwohl sie gesprengt wurde, gibt es noch Betonreste. Sie wurde am 7. August 1982 zum Naturschutzgebiet Wiesenbatterie Schillig erklärt, da sich zahlreiche Arten hier angesiedelt haben und es keine Wege gibt, ist die Anlage nicht für die Öffentlichkeit zugänglich.

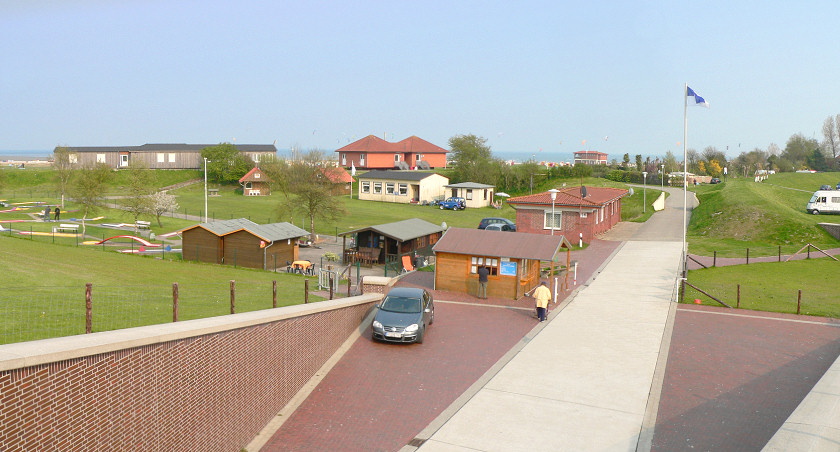
Blick vom Schilliger Seedeich auf Teile des Areals der Wattbatterie im rechten Bildbereich.

### Wattbatterie
Die Wattbatterie (Lage) lag direkt am Strand vor Schillig außerhalb des Seedeiches. Die Anlage befand sich auf einer deichartigen Erhöhung, heute befinden sich dort ein Campingplatz und ein Restaurant. Von ihr sind heute nur noch wenige Überreste erhalten. Während des Zweiten Weltkrieges wurde auf der Wattbatterie die Flakbatterie Schillig errichtet.